# Interface (géographie)

Les frontières du monde, exemples de limites entre différentes interfaces.

Pour les articles homonymes, voir Interface.
L'interface, terme très répandu en géographie depuis les années 1980, est une zone de contact entre deux espaces. Elle met en relation deux ensembles géographiques distincts. Une discontinuité spatiale régit les deux parties. Cette disjonction concerne les échanges et les influences que peut avoir un espace sur un autre et inversement.
Le littoral, par exemple, est l’interface entre la mer et le continent, le lieu de vie est celui entre l’air et la terre, citons encore l'interface entre la montagne et la plaine, entre la ville et la campagne, … . Ces espaces reposent sur différents critères : physique, politique, sociaux.
On distingue ainsi les interfaces :
- continentales, entre deux pays ou régions (terre-terre) ;
- maritimes, entre une façade maritime et le reste du monde (terre-mer) ;
- ouvertes (libre circulation), fermées (absence de flux) ou partiellement ouvertes (flux contrôlés).

Les lieux de l’interface peuvent être, à l’échelle locale, les ports ou gateways (« portes océaniques ») ; les aéroports internationaux ou hubs, à l’échelle nationale, les métropoles ou un littoral.
« Entre les territoires, sur leurs confins, se multiplient dans un monde en mouvement des interfaces de toutes natures, où le géographe, attentif à la dimension spatiale, scrute les gradients, les transgressions, les accommodements, les évitements. »

## Présentation
L'interface, si elle peut être considérée comme objet géographique, doit pouvoir être définie, y compris dans ses différentes acceptions. Pour être considérée comme objet géographique, elle doit être insérée dans une catégorie d'objets géographiques : « Quand cette géographie se veut plus générale, elle porte sur des catégories d’objets qui ont semblé suffisamment évidentes pour fonder l’organisation du savoir disciplinaire » . Ces mots de B.Debarbieux illustrent l'importance d'une catégorie d'objets dans le savoir géographique.

### Distinguer les Interfaces
On identifie deux interfaces principales :
- En fonction des caractéristiques géographiques
- En fonction de l'ouverture d'une surface par rapport à une autre

Il faut comprendre par caractéristiques géographiques tout ce qui va concerner le territoire. Dans ce territoire, on va ressortir des interfaces topographiques, économiques et politiques. On va parler également d'interface continentale, entre deux pays ou régions, par exemple, que l'on va nommer terre-terre et d'interface maritime l'échange avec d'autres ports dans le monde que l'on appellera terre-mer.

Caractéristiques géographiques.
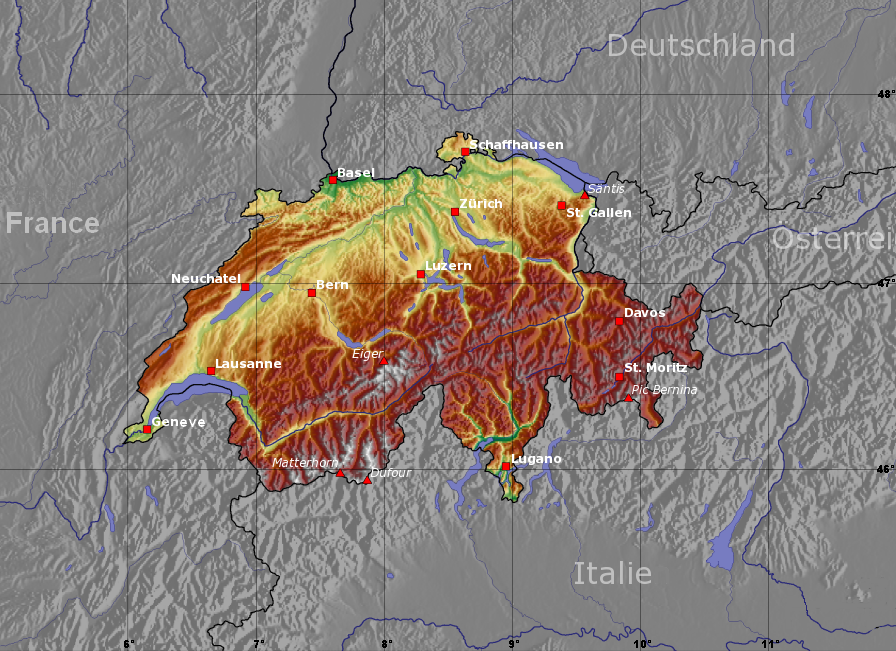
Frontières entre la Suisse et ses voisins, illustration d'une interface terre-terre de type politique.
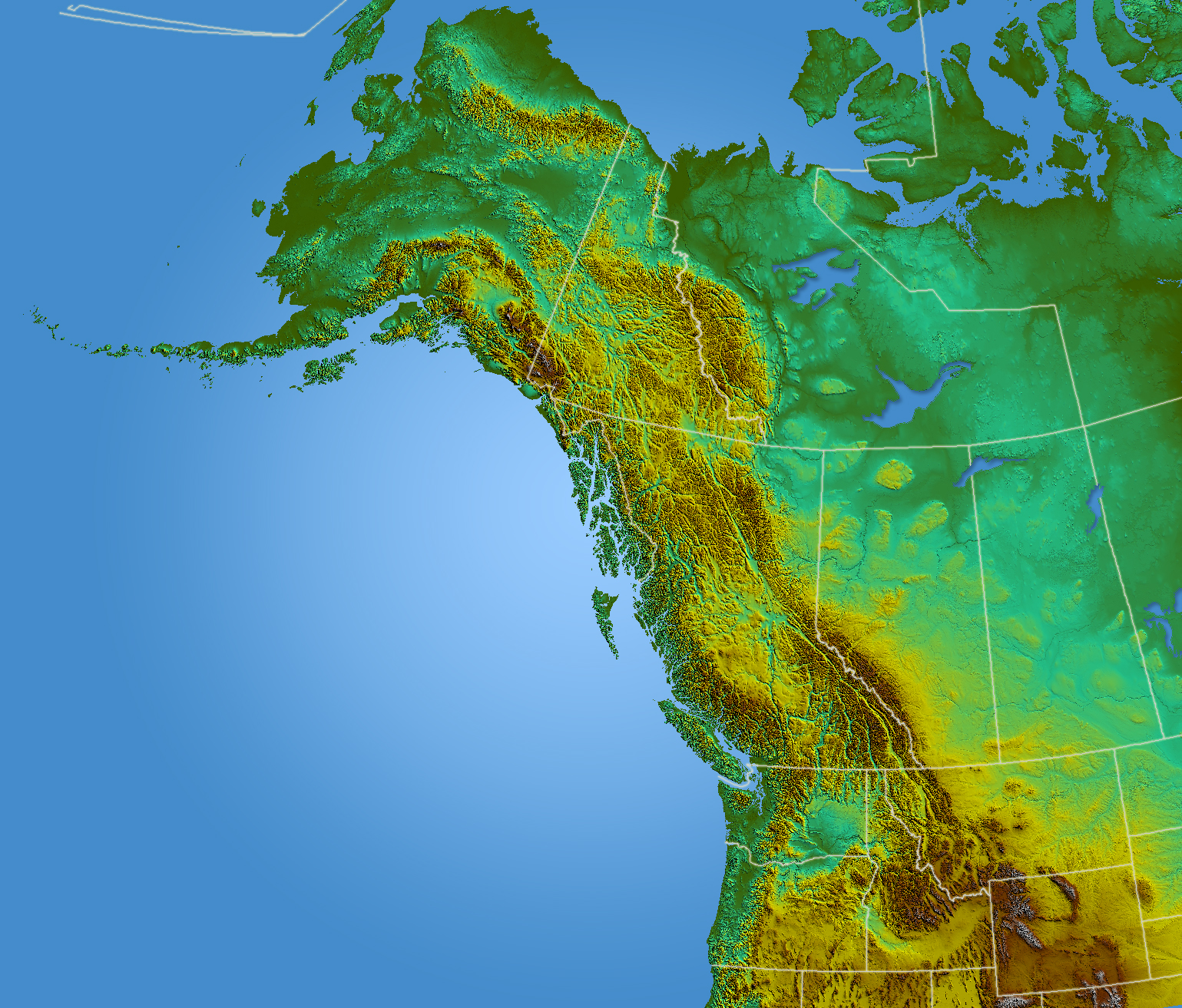
La côte nord-est du Pacifique, illustration d'une interface terre-mer de type topographique

La mise en relation de deux espaces/territoires va donc constituer l'interface. Lieu d'échange économique et culturel permettant la distinction entre trois notions : l'ouverture, la fermeture et l'ouverture partielle. Ces trois notions traitent de la manière dont les échanges vont être effectués entre deux espaces. Si ceux-ci ont une politique d'ouverture, une libre circulation sera effectuée, comprenant des échanges facilités. L'exemple de l'espace Schengen impliquant une libre circulation des travailleurs peut constituer cette ouverture. La fermeture, elle, empêche le passage des travailleurs, pour reprendre l'exemple cité précédemment et enfin l'ouverture partielle, va comprendre un contrôle des migrations, contrôle que les chefs d’États italien et français, malgré une ouverture déjà instaurée, demanderaient pour contrer un trop grand afflux d'ouvriers étrangers. 

### Échelles et limites des interfaces

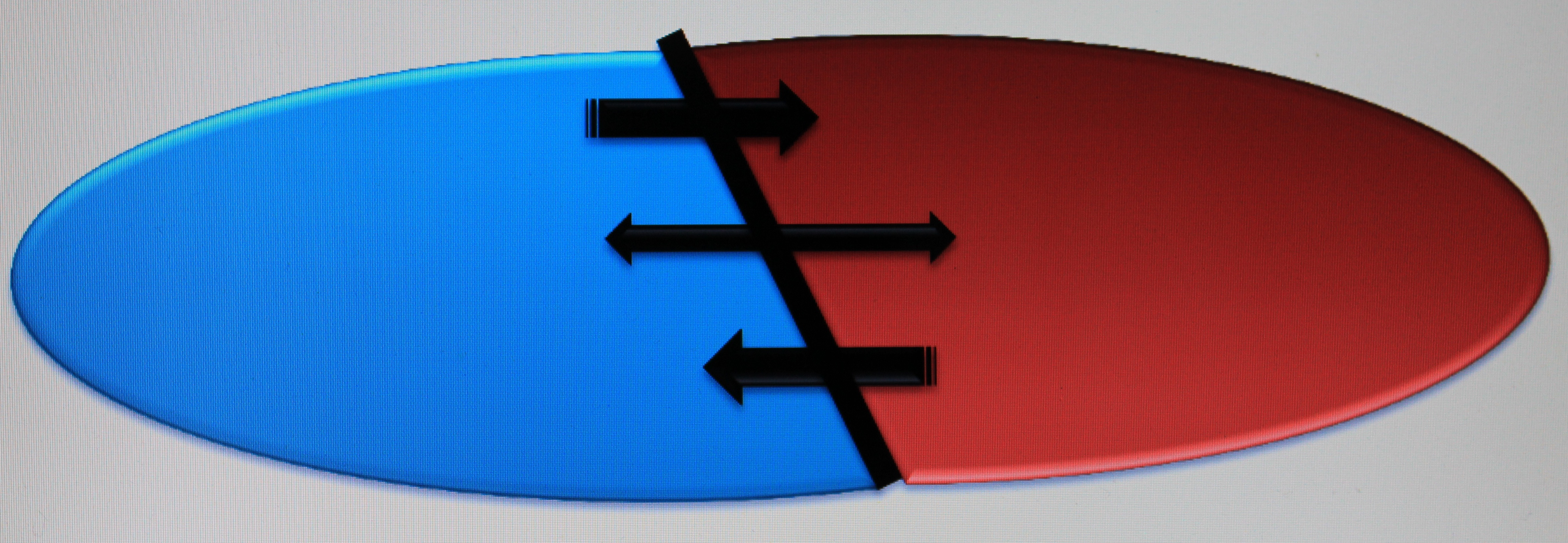
Échanges et ruptures entre deux interfaces.

Dans la construction d'une interface, il faut préciser l'importance des échelles qui lui sont attribuées, ainsi que les limites de celle-ci. Dans l'idée d'obtenir un objet géographique, il est important après une première partie distinctive d'aborder une partie « dimensionnelle » de l'interface.

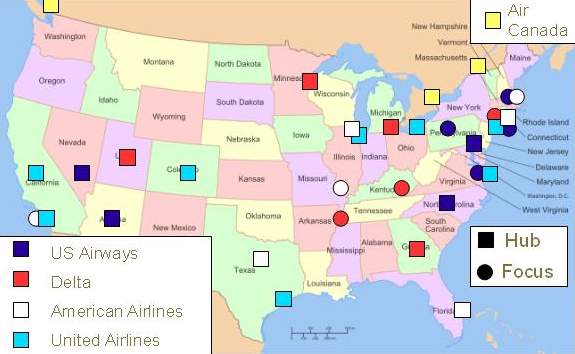
Répartitions des différents « Hubs » aux États-Unis.

Les interfaces peuvent être rencontrées à différentes échelles. Celles-ci sont non seulement différentes par leurs tailles, mais également par leurs diversités. Il y en a deux importantes qui peuvent être mises en évidence, valorisant des lieux d'échanges multiples. Chaque échelle comprend des composantes variées, non exhaustive, montrant la diversité des interfaces et les nombreuses possibilités qui en découlent (échanges, migration, réseaux...)
- - À l'échelle locale, deux exemples peuvent l'illustrer : les ports ou gateways (portes océaniques) et des aéroports internationaux ou hubs.
  - À l'échelle nationale, les exemples sont multiples : des métropoles, un littoral, des régions...

Ces multiples échelles amènent une dimension géographique à l'objet et permettent de comprendre la place que peut prendre une interface au niveau d'un pays. Par contre, une dimension ne peut pas aller sans une certaine limitation de son pourtour. L'interface prend donc également le rôle de limite.

Par limite, on peut comprendre une frontière séparant deux territoires. Ces deux territoires sont en contacts et interagissent sur différents plans (économique, culturel, social, …). Le contact se fait ici simplement sous forme de juxtaposition des espaces, ceci permettant des interactions et des échanges. Les échanges régissent les interactions au sein de l'interface.  Les échanges entre la France voisine et Genève peuvent servir d'exemple. Une zone comme celle-ci peut être gage de développement dans différents domaines, mais peut également constituer une rupture entre les deux espaces adjacents. L'avantage d'une telle interface est un apport de main d’œuvre dans des domaines spécifiques. 
Pour prendre un second exemple, la frontière entre San Diego et Tijuana appuie l'idée de rupture. Une grande différence est créée entre les deux côtés de la frontière. Du côté mexicain, une croissance démographique très importante, avec un grand nombre d'industries, une main d’œuvre bon marché et des conditions de travail précaires, mêlées à une insécurité amènent les travailleurs à immigrer du côté américain. La construction d'un mur séparateur pour endiguer la migration clandestine décidé par la politique d'immigration des États-Unis limite la circulation des travailleurs. Cet exemple est un cas de fermeture à l'immigration et donc une interface dont le passage se fait prioritairement dans un sens (États-Unis - Mexique).

## Les interfaces dans la littérature géographique

### Théorie des interfaces
En géographie du développement, l'utilisation de la notion d'interface va permettre d'étudier de manière précise et appréhender l'émergence de nouvelles aires d'échanges et leur juxtaposition. Corinne Lampin-Maillet le précise par ses mots : «Aborder les territoires à l'aide d'une focale centrée sur l'interface permet de mieux comprendre leurs mécanismes, de les hiérarchiser, d'anticiper les problèmes, voire parfois de découvrir des interfaces cachées [...]. L'interface introduirait non seulement de la valeur ajoutée dans la compréhension des espaces, mais ferait parfois même émerger des problématiques jusque-là cachées [...](Lampin, p. 10)». L'interface est également mesurable et mesurée, il est possible par le travail avec une grille de lecture d'en construire une description précise : « Les réflexions menées par ce groupe ont abouti à une grille de lecture des interfaces qui part de son identification [...], en précise les fonctions [...] avant de décrire les différents mécanismes internes à l'interface [...] (Lampin, p. 11)».

### Société - Environnement
En géographie, le terme d'interface peut aussi être utilisé pour décrire les rapports entre deux concepts ou éléments. Par exemple, on parle d'interface société-environnement. La dualité entre le social et la nature nous donne un exemple d'interface fonctionnant sur les échanges interagissent entre les deux et aboutissant sur un constat simple : une réversibilité, on peut placer nos différentes sociétés dans des milieux naturels qui interagissent avec elle, mais on peut également le voir depuis les milieux naturels qui s'insèrent dans des sociétés qui les utilisent. Le concept d'interface ressort ici clairement et comprend des échanges allant dans les deux sens, d'un espace à un autre. Peut-on parler ici de symbiose entre les deux, il est difficile de se l'imaginer tant notre société ne rend pas au milieu naturel ce qu'elle lui prend. On peut donc dire que les échanges dans cette interface sont en déséquilibre en faveur de la partie urbanisée de notre société.

### Nature - Culture
On parle dans la géographie d'une interface nature-culture, qui mettrait en relation deux mondes et qui ouvrirait de nouvelles réflexions sur la manière d'appréhender les deux composantes dans une perspective de sauvegarde du patrimoine. Dans cette vision, nous pouvons faire ressortir chaque composante dans l'exemple. Le patrimoine fait partie intégrante de la politique de nos élus qui allouent un certain budget à sa sauvegarde. En sauvegardant la nature dans l'optique du patrimoine paysager, on sauvegarde une certaine culture associée à celui-ci. On travaille sur un échange entre les deux espaces ou plutôt sur le résultat de la transformation d'un espace qui a pour conséquence un changement sur le deuxième et qui se doit de l'influencer le moins possible. 

### Les pôles d'échanges[5]

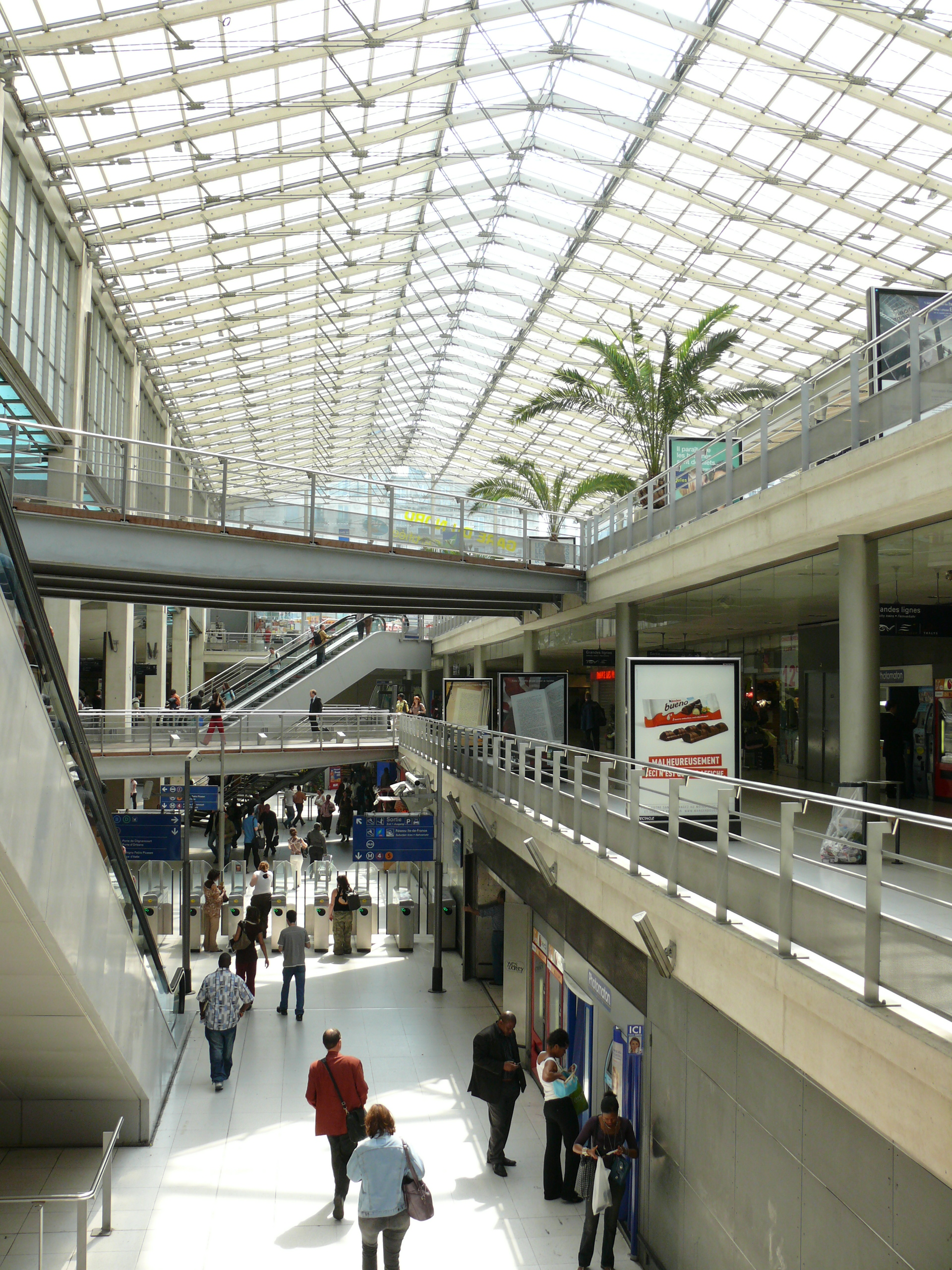
La gare du Nord à Paris exemple de pôle d'échange, interface entre Paris et ailleurs.

Nous avons cité au début de la page des échanges qui surviennent dans différentes interfaces et à des échelles diverses. Il nous faut également mentionner les pôles d'échanges routier. La gestion des transports est un point très important de la politique des États. Cette composante affecte particulièrement les villes qui sont bloquées par un trafic mal géré, mal organisé et qui a pour conséquence une augmentation de la pollution. Genève est un très bon exemple de ce nœud routier, car elle se trouve au croisement entre le canton de Vaud et la France voisine, drainant son lot journalier de pendulaires motorisés traversant Genève de part en part, annihilant tout espoir de déplacement rapide pour les citadins. Le déplacement en voiture est devenu d'une difficulté accrue aux abords de la ville.
Le développement des transports participe d'une double volonté «écologique» et de fluidification du trafic. L’État va donc chercher à mettre en place un réseau de transport différent permettant à l'usager de passer d'un point à un autre de manière rapide, diminuant ainsi ses coûts et fluidifiant la ville. Cette manière d'organiser les transports s'appelle «l'intermodalité». Sa mise en place ne pourra pas être faite sans une série d'interfaces valorisées ou construites pour appuyer la démarche. La gare est un exemple concret d'interface qui valorise les transports en commun et laisse à la périphérie de la ville les véhicules encombrants et polluants. Les réseaux de voies ferrées sont donc à eux seuls une interface entre deux pays permettant échanges et déplacements rapides. Nous pouvons donc compter ici sur ces interfaces comme lieu stratégique du développement des transports, participant à l'élaboration d'une mobilité facilitée et économique.

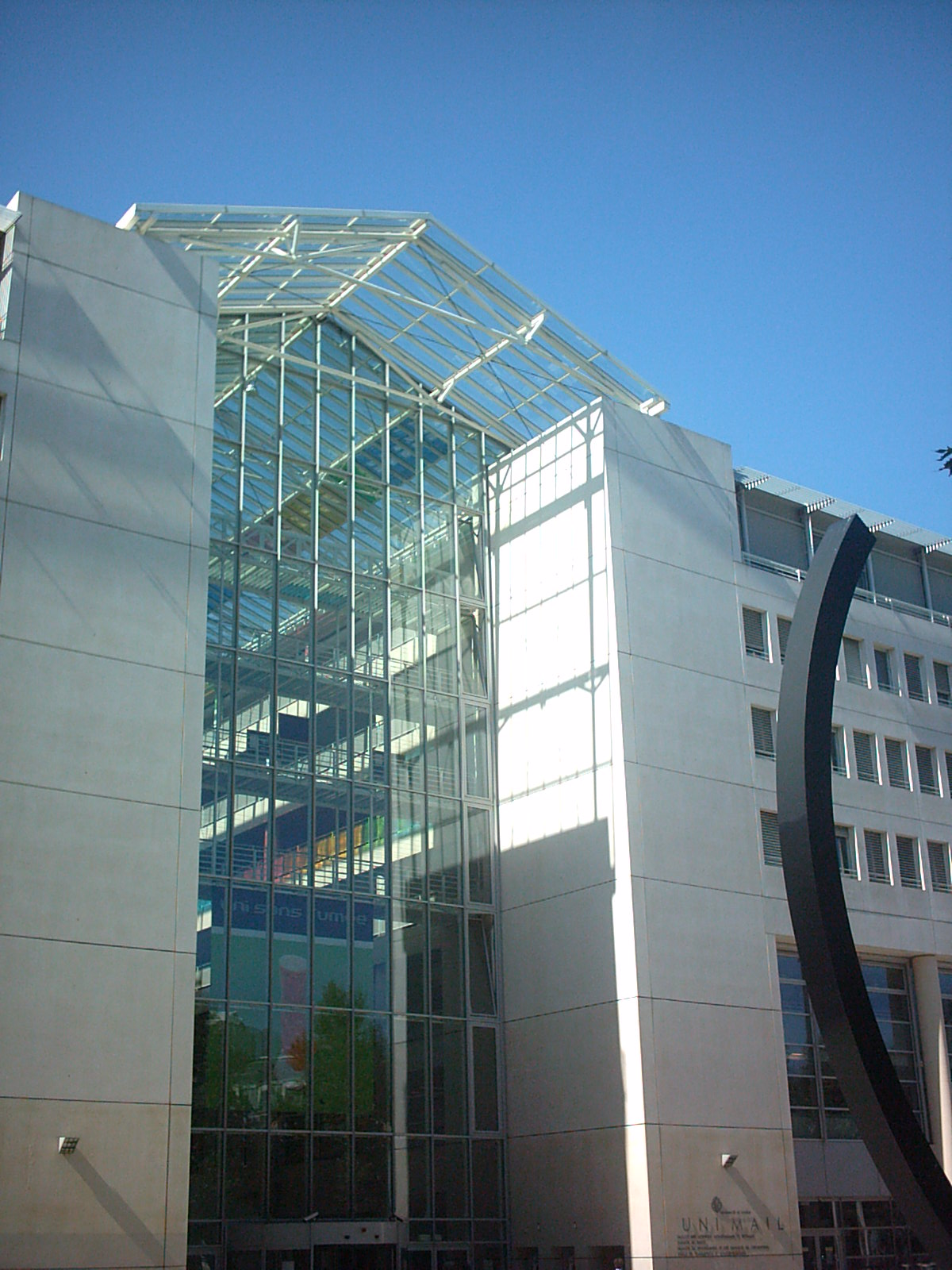
Université de Genève interface d'échanges, lieu de congrès.

Les déplacements liés au travail amènent une certaine population à se trouver dans une ville pendant un certain laps de temps, pratiquant son activité professionnelle et profitant des moments libres pour visiter l'endroit où se déroule le voyage. Cette pratique est surtout ressentie lors des différents congrès que les professionnels peuvent avoir dans leurs corps de métiers respectifs. L'organisation d'une telle manifestation implique un échange entre différents réseaux. Les échanges entre ces différents réseaux, ainsi qu'entre les réseaux et le territoire lieu du congrès, constitue une interface. Le développement de cette activité implique la mise en place dans certaines villes d'infrastructures pour favoriser ces interfaces, lieux de rencontres et d'échanges, source économique pour la ville. Genève est un exemple de ville, de par ses organisations internationales, où les congrès prennent une place importante et où le réseau d'échange est extrêmement développé.

## Avantages et limites
Nous avons pu voir dans les différentes rubriques que les interfaces peuvent prendre différentes formes. Théoriques et pratiques, elles sont limites ou frontières, échanges et réseaux. Elles participent au développement d'une région et facilitent la discussion entre les différentes entités. Il est important de comprendre qu'une interface va être la zone «tampon» entre deux territoires où se dérouleront les différentes tractations qui permettront l'avancée économique, sociale et culturelle. Enfin, la géographie va utiliser le terme d'interface comme outil de compréhension aux échanges et aux mélanges extra-territoriaux de plus en plus nombreux qui tendent à faire déplacer les frontières, à les rendre perméables et mouvantes aux activités et aux populations.
Le terme d'interface en géographie nous amène donc à se questionner sur les avantages de son utilisation en tant qu'objet géographique. À la suite des différents thèmes traités précédemment, il appert que l'interface trouve totalement sa place dans la réflexion géographique, permettant une analyse approfondie des composantes de l’interaction entre deux espaces, des mécanismes qu'ils sous-tendent et des problèmes qui vont découler de ceux-ci. Il est possible de se poser la question s'il y a une limite à un tel système? Il est possible d'imaginer que l'analyse du point de vue « interface » peut s'avérer, de par sa grille de lecture, extrêmement complexe. Ce bémol impliquerait pour un État une grande perte d'efficacité dans la prise de décision et donc un désintérêt de la part des décideurs pour une analyse qui se veut constructrice de l'échange.
Citation de Corinne Lampin-Maillet « L'interface contient à la fois la rupture et l'échange, la transaction, l'interaction, permis, facilités ou régulés par son existence même. À l'heure de la mondialisation, de la mobilité, de la diffusion, la mise en contact de systèmes spatiaux de natures différentes devient de plus en plus fréquentes, tout comme la valorisation de ces mises en contact par le biais des interfaces».